# Horka (Českodubská pahorkatina)
Horka (398 m n. m.) je vrch v okrese Liberec Libereckého kraje. Leží při jihovýchodním okraji města Hodkovice nad Mohelkou na katastrálním území Jílové u Hodkovic nad Mohelkou.

## Geomorfologické zařazení
Vrch náleží do celku Jičínská pahorkatina, podcelku Turnovská pahorkatina, okrsku Českodubská pahorkatina, podokrsku Hodkovická kotlina a části Petrašovická brázda.

## Přístup
Na vrchol nevede žádná cesta, jen z jihu od silnice na Jílové stoupá krátká cesta. Ale pěší přístup je možný odkudkoli, pohodlný je zejména z jihovýchodu, kde jsou luční plochy.